# Papilio birchallii
Papilio birchallii is een vlinder uit de familie van de pages (Papilionidae). De wetenschappelijke naam van de soort is voor het eerst geldig gepubliceerd in 1863 door William Chapman Hewitson.